# Got My Mojo Working
Got My Mojo Working es una canción blues escrita por Preston "Red" Foster y grabada por Ann Cole en 1956, y popularizada por Muddy Waters al año siguiente. La canción tuvo arreglos posteriores hechos por Elvis Presley durante su propia versión de 1970 para el álbum Elvis Country por lo cual también figura como compositor. 
Un mojo es un amuleto o talismán asociado con el Hoodoo, una forma de magia utilizada por la población afroamericana del sur de los EE. UU.
La revista Rolling Stone la incluyó en su lista de las 500 mejores canciones de todos los tiempos, en el puesto número 359.